# Gartz (Oder)
Gartz (Oder) – miasto w Niemczech, w kraju związkowym Brandenburgia, w powiecie Uckermark, siedziba urzędu Gartz (Oder) nad Odrą Zachodnią, przy granicy z Polską. Liczba mieszkańców wynosi około 2,5 tys.

## Położenie
Miasto Gartz jest położone przy drodze krajowej nr 2 w pobliżu Międzynarodowego Parku Dolina Dolnej Odry, 30 km na południe od Szczecina. 6 km na południe od miasta rzeka Odra dzieli się na dwa ramiona Odrę Wschodnią i Zachodnią. Zachodni nurt płynie wzdłuż wschodniej granicy miasta będąc równocześnie granicą pomiędzy Republiką Federalną Niemiec a Polską. Na drugim brzegu Odry znajduje się teren Elektrowni Dolna Odra w Nowym Czarnowie. W Gartz do Odry uchodzi niewielka rzeka Salveibach.

## Podział administracyjny
W skład Gartz (Oder) wchodzą następujące części miejscowości (Ortsteile): Gartz (Oder), Friedrichsthal, Geesow, Geesow Bahnhof, Hohenreinkendorf, Beatenhof, Freudenfeld, Heinrichshofer Ausbau, Salveymuhle 2, Salveymuhle 3.

## Toponimia
Nazwa pochodzi od staropołabskiego rzeczownika pospolitego *gardec (*gard ‘gród’ + przyrostek -ec), oznaczającego ‘grodziec, zamek, gród, miasteczko’. Tłumaczona na język polski jako Gardziec Odrzański lub Grodzisk, także Hradyszcze.

## Kalendarium
- 1124 – pierwsza wzmianka historyczna – Otton z Bambergu udaje się w misję chrystianizacyjną obejmującą m.in. Gartz;
- 1249 – Barnim I nadaje miastu prawa miejskie na prawie magdeburskim;
- 1325 – Gartz przystępuje do Hanzy;
- 1341 – Gartz tymczasową siedzibą Barnima Wielkiego[8];
- 1388 – prawo pobierania cła w komorze celnej w Gartz zostaje przyznane Szczecinowi[9];
- 1502 – tymczasowa siedziba księcia pomorskiego Bogusława X Wielkiego i jego żony, Anny Jagiellonki;
- 1630 – podczas wojny trzydziestoletniej miasto ulega zniszczeniu;
- 1648 – po śmierci Książąt Pomorskich oraz w wyniku pokoju westfalskiego Gartz znalazło się na terenach, które podczas Wojny Północnej były szwedzkim lennem;
- 1659 – kolejne zniszczenie miasta podczas Potopu Szwedzkiego;
- 1713 – liczne zniszczenia zabudowy podczas Wojny Północnej;
- 1720 – Gartz znajduje się w Prusach, należy do Zachodniego Pomorza; w prowincji Pomorze miasto znajduje się do 1945 roku;
- 1818–1939 – miasto należy do powiatu Randow;
- 1853 – w mieście rodzi się Jonathan Paul, późniejszy pastor luterański i pionier ruchu zielonoświątkowego w Niemczech[10];
- 1939-1945 – Gartz należy do powiatu Greifenhagen;
- 1945 – miasto po zakończeniu II wojny Światowej jest poważnie uszkodzone, rozpoczyna się odbudowa. Wskutek postanowień poczdamskich miasto znajduje się w kraju związkowym Meklemburgii-Pomorzu Przednim;
- 1952 – Gartz znajduje się w nowo utworzonym okręgu Frankfurt nad Odrą;
- 1992 – Gartz i 20 pobliskich gmin po reformie administracyjnej jest obsługiwane przez biuro w Gartz;
- 1993 – zakończenie reformy administracyjnej, Gartz należy do powiatu Uckermark.

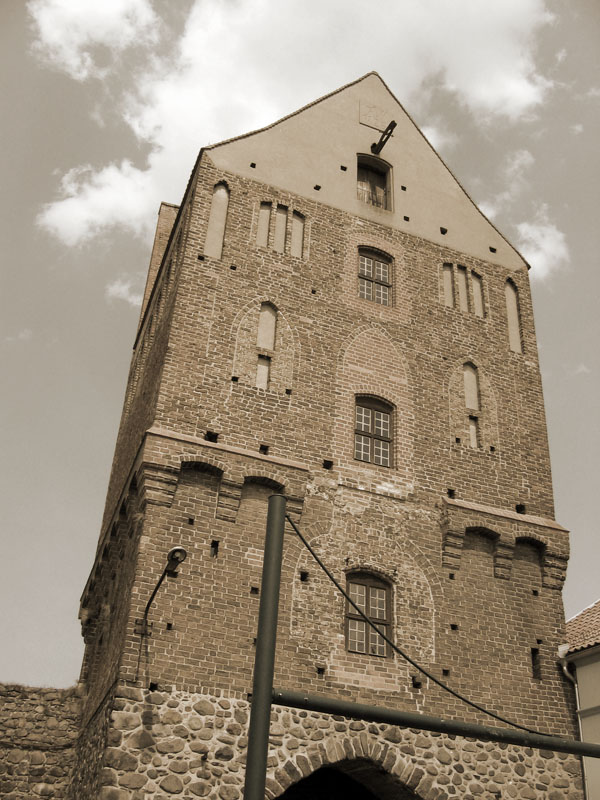
Brama Szczecińska (Stettiner Tor) w Gartz z XIII w.

## Obiekty zabytkowe i historyczne
- Kościół św. Szczepana zbudowany na przełomie XIII i XIV wieku w stylu gotyckim, murowany. Zniszczony w 1945 r., zachowany chór i transept. Pozostawiony w formie trwałej ruiny.
- Dawny szpital Ducha Świętego wybudowany w XIII wieku, gotycki. Odbudowany po zniszczeniach wojennych pełni dziś rolę galerii i sali koncertowej.
- Średniowieczne mury miejskie z Bramą Szczecińską (Stettiner Tor), Wieżą Bocianią i Basztą Prochową krytą niebieskim dachem.

Muzeum Miasta Gartz z wystawą o historii miasta od XVIII wieku do dziś.

## Transport

### Drogi
Miasto położone przy drodze krajowej nr B2, która jest przedłużeniem polskiej drogi krajowej nr 13.

### Kolej
Najbliższa stacja kolejowa znajduje się w oddalonym o 7 km Tantow na linii kolejowej Berlin – Szczecin. Do 1945 r. czynna była także linia Tantow – Gartz (Oder) ze stacją pośrednią w Geeskow.

### Rowerowa
Przez miasto przebiega międzynarodowy szlak rowerowy Odra – Nysa, łączący Sudety z wybrzeżem Morza Bałtyckiego.

### Woda
Nad Odrą znajduje się molo z przystanią pasażerską, z której odpływają statki wycieczkowe w rejsy spacerowe po Odrze.
Do 21 grudnia 2007 roku funkcjonowało tu rzeczne przejście graniczne Gartz – Widuchowa, które na mocy układu z Schengen zostało zlikwidowane.

## Współpraca międzynarodowa
- Gryfino
- Wentorf bei Hamburg w Szlezwiku-Holsztynie